# Пол Тейтар ван Ельфе
Пол Константін Домінік Тейтар ван Ельфе (нід. Paul Constantin Dominique Tétar van Elven), (13 вересня 1823, Антверпен — 28 лютого 1896, Схевенінген) — нідерландський живописець і колекціонер мистецтва.

## Життєпис
Пол Костянтин Домінік Тейтар ван Ельфе народився в Антверпені в 1823 році як молодший син у  сім'ї Генріка Ламбертуса Тейтара ван Ельфе (1781—1855) та його другої дружини Доротеї Кароліни де Госсон (1792—1870). Він виріс у артистичній родині. Його мати була дочкою художника і кресляра Бернардуса ван Хоссона; після виходу на пенсію державним службовцем батько зайнявся літературою та поезією, винайшов власну систему стенографії. 
Пол мав неповнорідних братів: архітектора Мартінуса Герардуса Тейтара ван Ельфе (1803—1882) та художника Йоханнеса Баптиста Тейтара ван Ельфе (1805—1889).

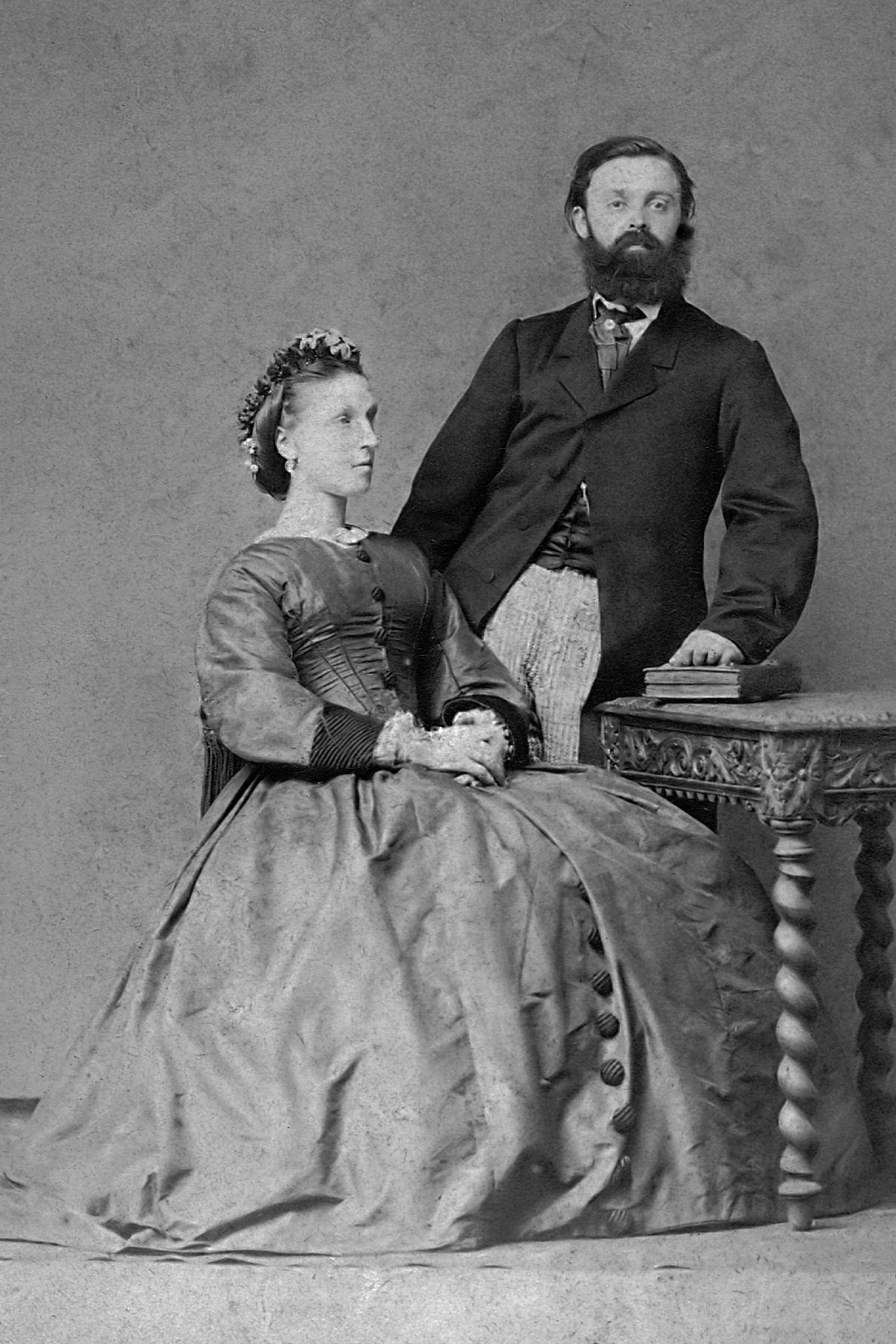
Тейтар ван Ельфе з першою дружиною Луїзою

Навчався гравірування, креслярства та живопису в мистецьких школах в Амстердамі та Гаазі. Близько 1850 року він був уже добре відомий як портретист і художник побутових та повчальних жанрових картин, які були популярні на той час. Але його справжньою сферою було і залишалося історичне мистецтво, відтворення славних подій з історії вітчизни. Тейтар мало схилявся до таких течій в мистецтві, як імпресіонізм і залишався вірним академічним принципам протягом усього життя.
1853 року Пол одружився з Луїзою Шміт (1823-1883), народженою в 1823 році в Гаазі, як четверта дитина в сім'ї Карела Ліндерта Шміта, уповноваженого Міністерства внутрішніх справ, та Елізабет Катаріни Лунінг.
Після призначення в 1864 р. професором малюнку в Політехнічній школі Делфта, попередниці нинішнього Делфтського технічного університету (ТУ Делфт) він придбав будинок  в Делфті на вулиці Коорнмаркт 67 при каналі Ньюве Делфт. Це був будинок шістнадцятого століття, побудований незабаром після великої пожежі Делфта в 1536 році, з простим цегляним фасадом та арочними вікнами, трьома поверхами та мансардою. З плином часу він неодноразово реставровувався. Тейтар прожив у ньому 30 років, спочатку зі своєю дружиною Луїзою Шміт, а після її смерті в 1884 році зі своєю другою, дружиною, Мехеліною ван Дюрен. Дітей у нього не було. 
Канікули подружжя завжди проводили в подорожах у великих містах за кордоном, таких як Дрезден та Париж, де Тейтар копіював у музеях картини відомих старих майстрів.
Тейтар ван Ельфе був багатогранною людиною: крім діяльності в галузі живопису та колекціонування, він викладав малюнок в Політехнічній школі в Делфті. Тейтар був старомодним учителем, але улюбленим учнями за свої педагогічні якості.  1859 року він запатентував підводний човен з перископом. 1885 року Тетар ван Ельфе разом із Ламбертом ван Меертеном та Адольфом ле Контом створили фундацію товариства любителів мистецтва. Музика була головним змістом діяльності цього товариства.
На додаток до власних робіт (історичний живопис, портрети та копії картин давніх мистців) у своєму будинку Тейтар зібрав велику колекцію картин сучасників, меблів, предметів мистецтва, китайської та делфтської (нід. Delft Blue) порцеляни. Свою колекцію та будинок він заповів муніципалітету Делфта за умови, що вони будуть використовуватися як музей. Після смерті його другої дружини Мехеліни музей Пола Тейтара ван Ельфе зміг відкрити свої двері для публіки в 1927 році. 1967 року він був визнаний національною пам'яткою Нідерландів.
Після виходу на пенсію в 1894 році він з другою дружиною Мехеліною ван Дюрен переїхав до будинку "Ars Longa, Vita Brevis" (Мистецтво довге, життя коротке) в Схевенінгені. Там Тейтар і помер у 1896 році. 